# ثلاثي أميد N-بوتيل ثيو الفوسفور
ثلاثي أميد N-بوتيل ثيو الفوسفور (اختصاراً NBPT)هو مركب فوسفور عضوي له الصيغة الكيميائية SP(NH2)2(NHC4H9)، ويكون على صورة مادة صلبة بيضاء اللون.
يعمل مركب نيترو-(نيترو-بوتيل) ثيوفوسفوريك ثلاثي الأميد، والذي يُعرف اختصارًا باسم إن بي بي تي كسماد ذو كفاءة معززة، حيث يهدف إلى الحد من إطلاق الغازات المحتوية على النيتروجين بعد التخصيب.
يحتوي التركيب الكيميائي لمركب إن بي بي تي على جزيء فوسفور رباعي السطوح مرتبط بالكبريت وبثلاث مجموعات أميد.

## الاستخدام
يعمل مركب نيترو-(نيترو-بوتيل) ثيوفوسفوريك ثلاثي الأميد كمثبط لإنزيم اليورياز، وهو الإنزيم الذي يحول اليوريا المنتشر في الكائنات الحية الدقيقة في التربة إلى أمونيا،، والتي تكون عرضة للتطاير إذا أنتجت بشكل أسرع مما يمكن النباتات من استخدامها.
يُخلط ما يقرب من 0.5٪ من وزن مركب إن بي بي تي مع اليوريا.